# Župan (oděv)

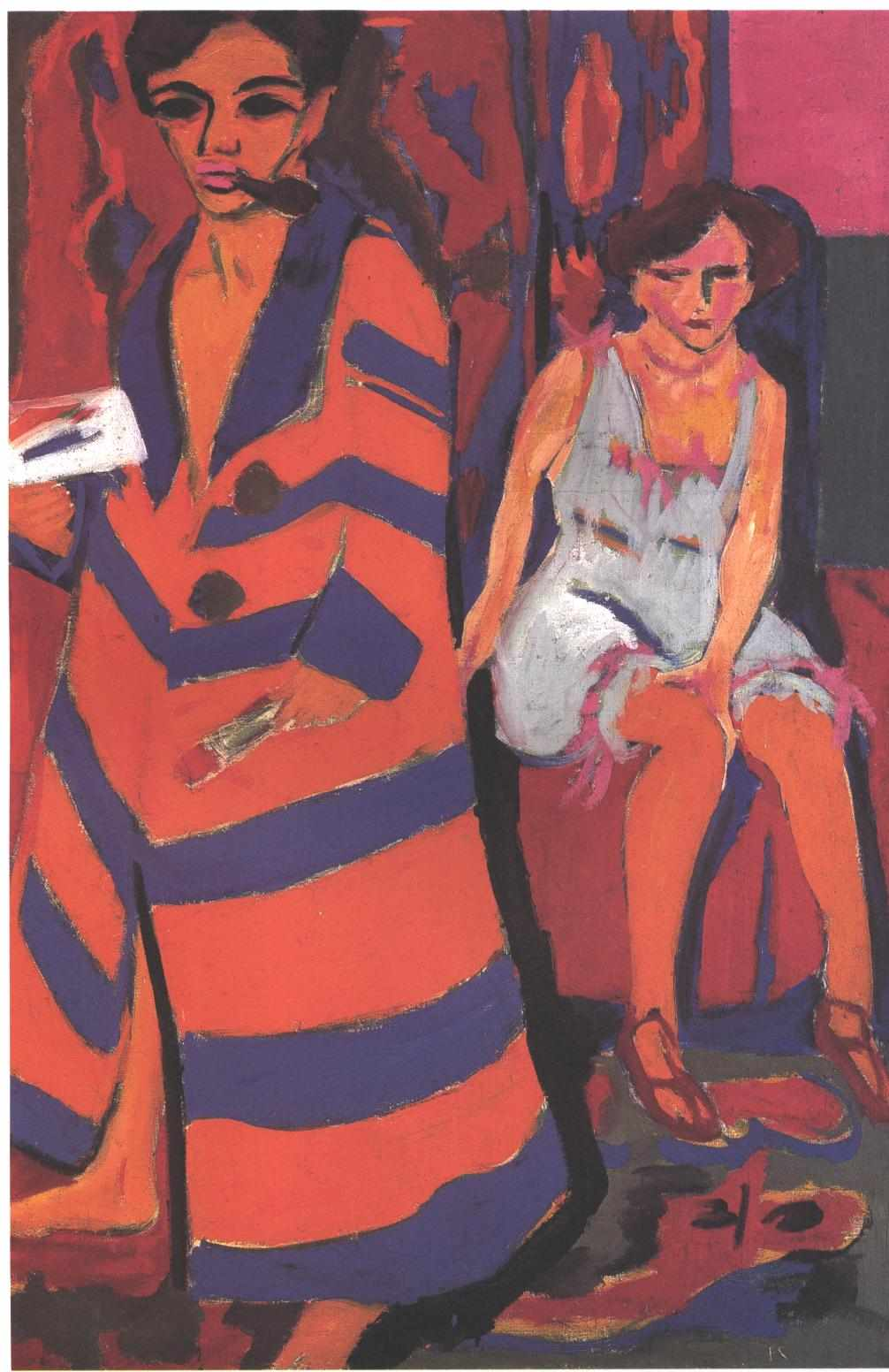
Malíř Ernst Ludwig Kirchner zachytil sám sebe v županu

Župan je druh svrchního domácího oblečení, doplňující pyžamo. Vyrábí se převážně z bavlny – nejčastěji z froté nebo (původně) z hedvábí. Nosil se nejdříve jako svrchní oděv k negližé. V současnosti je obvyklý po sprchování a koupání, aby zachytil zbytkovou vlhkost. Župan se nosí převážně v soukromí.

## Historie
Župany se objevují počátkem 18. století v jižní a jihozápadní Evropě jako součást domácího oděvu, jemuž dali francouzští králové počínaje Ludvíkem XV. statut oficiálního svrchního oděvu pro dopolední audience. Byl oblékán přes krajkové negližé, a poté se vžil jako oblíbený domácí kabát v období osvícenství a biedermeieru. Župan najdeme na portrétech králů, šlechty i měšťanů 18.-19. století.

## Současnost
Nosí se při denních či nočních příležitostech, spojených s intimním životem, s hygienou nebo volnočasovými aktivitami, např. bazény či sauny, ale bývá též součástí oděvu pacientů v nemocničních zařízeních a klientů v domovech seniorů.
Župany se vyrábějí pro muže, ženy i děti.

## Termín a jeho etymologie
Český termín byl převzat z italského giupone.
Jde o jeden kus oděvu, pláště s dlouhými rukávy, raglánového střihu se šálovým límcem, mnohdy bez knoflíků. Upevňuje se kolem pasu pomocí pásku, případně zipem. Může být doplněn i kapucí.

## Materiály
Pro výrobu županů se využívá široká škála materiálů. Nejčastějšími materiály jsou bavlna, mikro bavlna či polyester. Především mikro bavlna má dobré savé vlastnosti, a tím je vhodná po koupeli. Dalšími materiály bývají například hedvábí, šifon, tyl. Zajímavým materiálem je bambusové vlákno, které je vhodné i pro alergiky.

## Střih
Župany mají různé střihy podle svého určení. Dlouhé župany, které sahají až po kotníky, jsou většinou vhodné po koupeli či do chladných zimních dnů. Často mají kapuci, aby nenachladla hlava. Naopak krátké župany jsou určeny spíše jako pohodlný kus oblečení pro doma či na koupaliště.